# 夕暮れに手を繋ぐ
もしかして
- 夕暮れに、手をつなぐ

ではありませんか？